# Clotton Hoofield
Clotton Hoofield – civil parish w Anglii, w hrabstwie ceremonialnym Cheshire, w dystrykcie (unitary authority) Cheshire West and Chester. Leży 12 km na wschód od miasta Chester i 255 km na północny zachód od Londynu. W 2001 miejscowość liczyła 308 mieszkańców.